# Anthrenus thoracicus
Anthrenus thoracicus là một loài bọ cánh cứng trong họ Dermestidae. Loài này được Melsheimer miêu tả khoa học năm 1844.